# Ro (kana)
A hiragana ろ, katakana ロ, Hepburn-átírással: ro, magyaros átírással: ro japán kana. A hiragana és a katakana is a 呂 kandzsiból származik. A godzsúonban (a kanák sorrendje, kb. „ábécérend”) a 43. helyen áll. Dakutennel és handakutennel képzett alakja nincs. 
|          | Hepburn és magyaros | Hiragana (Unicode) | Katakana    |
| -------- | ------------------- | ------------------ | ----------- |
| Alapalak | ro                  | ろ (U+308D)        | ロ (U+30ED) |

## Vonássorrend
|  |  |
|  |  |